# Bathophilus altipinnis
Bathophilus altipinnis är en fiskart som beskrevs av Beebe, 1933. Bathophilus altipinnis ingår i släktet Bathophilus och familjen Stomiidae. Inga underarter finns listade.